# Kantongerecht Harderwijk

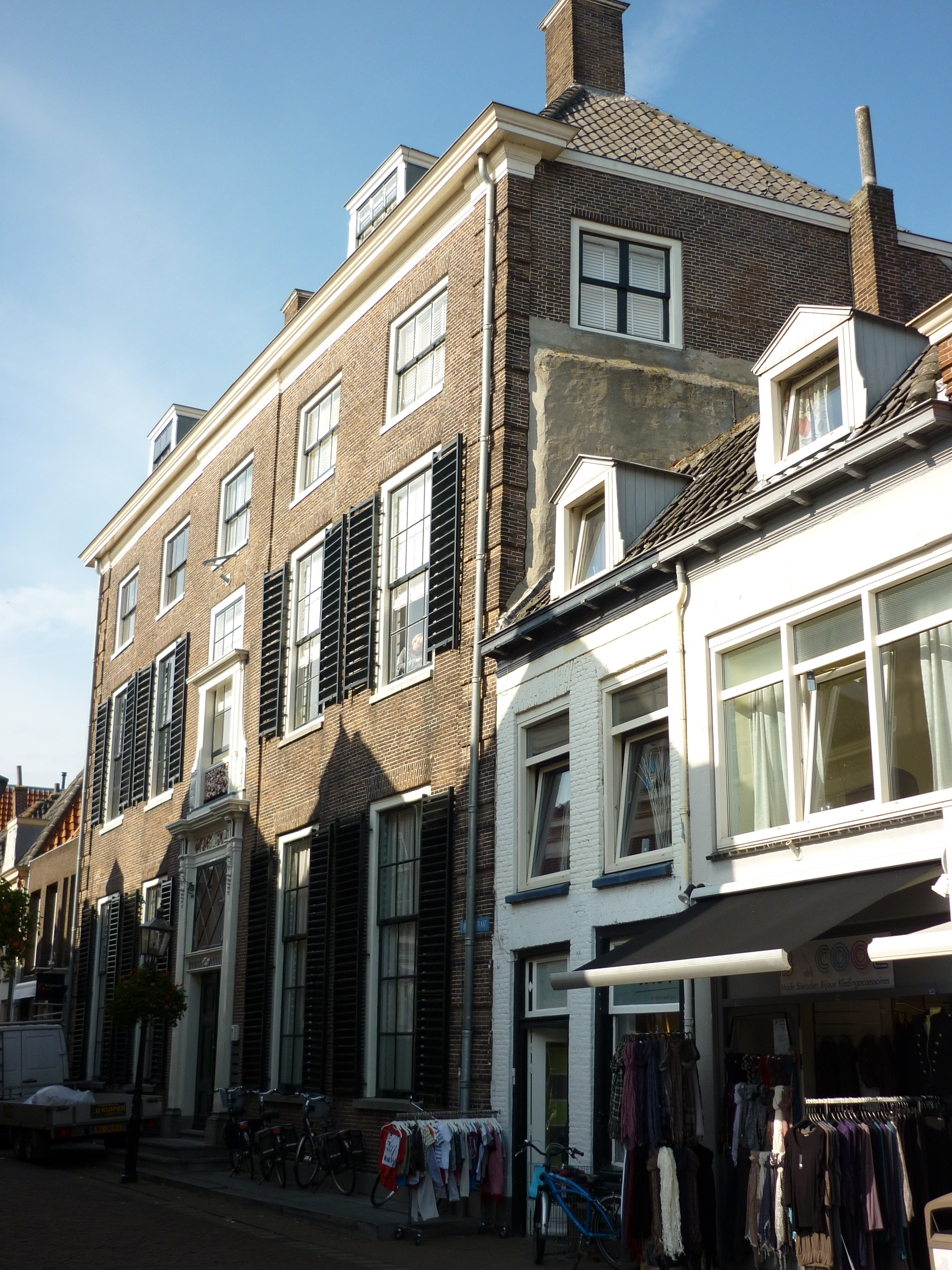
Het voormalige kantongerecht aan de Bruggestraat

Het kantongerecht Harderwijk was van 1838 tot 2002 een van de kantongerechten in Nederland. Na de afschaffing van het kantongerecht als zelfstandig gerecht bleef Harderwijk zittingplaats voor de sector kanton van de rechtbank Zutphen. Het gerecht werd uiteindelijk per 1 april 2013 gesloten. Harderwijk was bij de oprichting het zevende kanton van het arrondissement Arnhem.